# Hesz János Mihály
Hesz János Mihály (Eger, 1768. szeptember 18. – Bécs, 1833. vagy 1836.) arckép- és oltárképfestő, rézmetsző.

## Életpályája
Már 15 éves korában megpróbálkozott az olaj- és freskófestészettel. 21 évesen Bécsbe került a festőakadémiára, Hubert Maurer növendéke volt. Művészi pályáját Maulbertsch mellett kezdte, később a bécsi császári mérnökkari akadémia szabadkézirajz-tanára is volt. Nagyrészt Bécsben élt, de munkáinak zöme magyar megrendelésre készült.
1794-ben vagy 1804-ben díjat nyert Priamus elkéri Achillestől Hector holttestét című képével. A Tudományos Gyűjtemény Hesz képeinek „akadémiai klasszikusságát” hangsúlyozza. Későbbi vallási tárgyú festményein, oltárképein az olasz manierizmus hatása érződik.
Bécsi otthona a 19. század elején élt magyar festők előtt mindig nyitva állt, közülük néhányan tanítványai is voltak: Balkay Pál, Nagy Sámuel, Kiss Sámuel, Marczinkay Elek, Wándza Mihály. Hesz 1820-ban tervezetet nyújtott be egy Magyar Képzőművészeti Akadémia felállításáról, melyben a bécsi és a prágai akadémiákat tekintette példának. A terv nem keltett különösebb visszhangot.

## Művei
Munkái közül említendők: 
- Priamus Achillesnél; Szent István magyar király; Nepomuki Szent János; Keresztelő Szent János; Mária mennybemenetele (ez a négy kép az egri székesegyházat díszíti);
- Esztergom, Szent Anna-templom főoltára;
- Feltámadás (Nagycenk, Széchényi sírkápolna);
- Mária születése (Sopronkövesd, római katolikus templom);
- Szent Miklós megdicsőülése (Pereszteg, római katolikus templom);
- Szent András (Iván, római katolikus templom);
- András apostol halála (Széchenyi Ferencné, Festetich Julianna grófné számára);
- Szent Mária (Keglevich gróf számára);
- Két oltárkép Szent Gáspárról és Szent Miklósról (a bécsi wiedeni plébániatemplom számára);
- Szent István keresztelése (az esztergomi bazilikában).